# Лассе Йонсен
Ла́ссе Берг Йо́нсен (норв. Lasse Berg Johnsen, нар. 18 серпня 1999, Ставангер, Норвегія) — норвезький футболіст, півзахисник шведського клубу «Мальме».

## Ігрова кар'єра
Лассе Йонсен народився у місті Ставангер і з 2013 року займався футболом у спортивній школі місцевого клубу «Вікінг». У 2018 році Йонсен виступав за другу клубну команду у третьому дивізіоні чемпіонату Норвегії. В листопаді того ж року футболіст підписав з клубом перший професійний контракт. У квітні 2019 року півзахисник дебютував у норвезькій Елітесеріен в основі «Вікінга». Другу половину сезону 2019 року Лассе провів в оренді у клубі другого дивізіону «Тромсдален». А по завершенні оренди футболіст покинув і «Вікінг».
У січні 2020 року футболіст підписав контракт на два роки з клубом «Рауфосс». Але через рік футболіст перейшов до данського «Раннерса». Де за два роки виступів виграв з клубом Кубок Данії.
Влітку 2023 року Йонсен підписав контракт на чотири з половиною сезони зі шведським «Мальме» і в першому ж сезоні став чемпіоном Швеції.

## Досягнення
«Вікінг»
- Володар Кубка Норвегії: 2019

«Раннерс»
- Володар Кубка Данії: 2020–21

«Мальме»
- Чемпіон Швеції: 2023, 2024
- Володар Кубка Швеції: 2023–24[8]